# Phalcon
Phalcon — PHP фреймворк з відкритим вихідним кодом написаний на C та C++.
Розповсюджується на основі модифікованої BSD ліцензії.
Розробники позиціонують MVC Phalcon як кросплатформовий та один із найшвидших у своїй категорії, та легший в освоєнні ніж С. 
Ідея, окрім зміни архітектури, в оптимізованому та компільованому коді, що пришвидшує роботу створених вебзастосунків чи сайтів на стороні сервера.
Недоліком є те, що внести зміни у код самого Phalcon можна через систему Bugtrack-ів на сайті або самостійно зібрати (при відповідних знаннях С; як альтернатива щодо цього питання- є високорівнева мова Zephir); також необхідно здійснити професійне конфігурування для кожного конкретного завдання, щоб отримати дієве пришвидшення; не так багато хостерів які надають можливість встановити Phalcon(необхідні права адміністратора системи).
Документація є перекладена на 25 мов (російська в тому числі). У 2019 році розпочато переклад українською мовою. Також є канал на Vimeo з навчальними відео.
На січень 2019 року актуальна стабільна версія 3.4.2.